# Llista d'organistes de la Seu de Manresa
La llista dels organistes de la Seu de Manresa entre 1496 i 1865, va ser establerta per Joaquim Sarret i Arbós (1853-1935).
Està documentada l'existència d'orgue a la Seu de Manresa des de l'any 1506. El primer organista titular és de l'any 1562. L'orgue va cremar quan es va incendiar la seu, aleshores transformat en caserna de filipistes el 1714. Va ser restaurat primer per Josep Boscà entre 1726 i 1726 i després per son fill Antoni. Va ser destruït durant un incendi criminal el 20 d'abril de 1937 El capítol de la Seu elegeix el càrrec d'organista. L'orgue actual, que és el tercer és obra de Silvio Puggina, genovès que juntament amb Joan Rogent van fundar la Fábrica de Órganos Nuestra Señora de Montserrat el 1925. És un instrument d'estètica romàntico-clàssica que prové de la Basílica de Montserrat i s'instal·là a la Seu el 1958. Va ser inaugurat pel caputxí Robert de la Riba el 18 de gener de 1959.
Els organistes titulars documentats són:
- Miquel Aymerich del Bosch, 1562-1585
- Agustí Vinyes, 1585-1595
- Martí Padró, 1595
- Maurici Casanovas, 1596-1597
- Joan Novial, 1597-1598
- Pere Gil, 1598-1603
- Josep Sabater, 1603-1616
- Jaume Bena, 1616-1635
- Francesc Fadre, 1635-1660
- Jaumre Sirosa, 1660-1665
- Esteve Llor, 1665-1668
- Josep Dulachs, 1668-1705
- Francisco Espelt, 1705-1712
- Josep Monjo, 1712-1713
- Anton Serra, 1713-1715
- Josep Fortet, 1715-1716
- Aleix Muntada, 1716-1720
- Josep Fortet, 1720-1726
- Sebastià Viladrosa, 1726-1768
- Ramon Petzí, 1768-1816
- Mariano Matarrodona, 1816-1865

[…]
- Matilde Garcia i Ballonga[7]
- Eudald Pla, 1959-1960[7]
- Josep Maria Massana, 1960-1984
- Josep Maria Riubrogent, 1984-1994
- Josep Maria Basiana Cornet, 1994-1997
- Jordi Franch Parella, 1997 - actualitat (2025)[8]